# 成田圭
成田 圭（なりた けい、1984年3月13日 - ）は、日本の女性歌手、保育士。
秋田県秋田市出身。2009年にシングル「Blind bird」でエイベックスから歌手デビュー。なお、同姓同名の男性タレントと、中央大学ラグビー部部員と、秋田高校1年Ｅ組の生徒とは別人である。

## 人物 ・来歴
- 1984年、秋田県秋田市に生まれる。趣味・特技は、餃子作りである。幼少期より歌が好きで、小学生の時に家族と初めて行ったカラオケで平松愛理の「部屋とYシャツと私」を歌って褒められたことをきっかけに、歌うことに興味を持つようになる[2] 。
- 小学生の頃からバレーボールに熱中し、全国大会への出場を果たす。中学・高校時代も、バレーボールを継続する[3]。
- 2002年、聖園学園短期大学へ進学、軽音楽部に所属し、ボーカルを担当する[2]。2004年、短大卒業とともに保育士免許、幼稚園教諭二種免許を取得する。その後、保育士として働き始める。日本テレビ系オーディション番組『歌スタ!!』を視聴したことをきっかけに歌手の夢を抱くようになる。
- 2008年5月18日、『歌スタ!!』に2度目の応募で出演。Bank Band with Salyuの「to U」、さらに追試でDREAMS COME TRUEの「大阪LOVER」を歌唱し、ウタイビトハンター（審査員）として番組に出演していた音楽プロデューサーの崎谷健次郎の目に留まる。その後、崎谷が各レコード会社へ宛てて再度プレゼンテーション告知の手紙を送付したことにより、2度目の最終プレゼンテーションが決定。12月5日、『歌スタ!!』での2度目の最終プレゼンテーションで楽曲「Blind bird」と「無欲の勝利」を歌唱。エイベックスとの契約が決まる。
- 2009年3月18日、シングル「Blind bird」でavex traxよりデビュー。音楽プロデューサーは崎谷健次郎が務める。[4]」と評価している。オリコンデイリーチャートで38位を記録する。
- 3月31日、保育士として勤務していた社会福祉施設法人の児童養護施設を退職。
- 2010年6月、フリーに転向する。
- 2012年9月2日、初のミニアルバム『ふたりじめ』をリリースする。東京・高田馬場 四谷天窓.comfortにて、アルバムリリース記念ライブ～ひとりじめ より ふたりじめ～を開催する。
- 2014年2月23日、ブログにて、自身の結婚・入籍を報告。歌手活動を継続することも宣言する。
- 2016年1月15日、初のカバーアルバム『Cafe music』をリリースする。オフ・コース、荒井由実、米米クラブ等の楽曲をカバーする。プロデューサーは、元オフ・コースの大間ジロー。
- 2017年1月8日、東京・青山 月見ル君想フにて、『成田圭ラストワンマンLIVE 〜とっぴんぱらりのぷー♪〜』を開催。将来の家庭を想定し、このライヴをもって歌手活動を休止。サポートメンバーとして、pinchang、名手久詞、プリンス丹治、ゲストアーティストとして、イシワタケイタが参加。

## ディスコグラフィー
発売元は、特記以外は全てavex traxである。

### アルバム
- ふたりじめ（2012年9月2日発売、ミニアルバム、インディーズ）
- Cafe music（2016年1月15日発売、ミニアルバム、インディーズ・あかしあミツバチ養蜂場のたくさんのミツバチたち）

### シングル
CDおよびCD+DVDの2形態発売。
- Blind bird（2009年3月18日発売）
  - 日本テレビ系『歌スタ!!』2008年2月度オープニングテーマ
  - 日本テレビ系『音楽戦士 MUSIC FIGHTER』2008年3月度POWER PLAY

- 明日へ生きる（2011年5月4日発売）(ALLEX ENTERTAINMENT)

## メディア出演

### ラジオ
- 横手かまくらFM『YMJ よこてミュージックジャンキーズ』（2014年1月28日）- ゲスト出演。